# Kokino

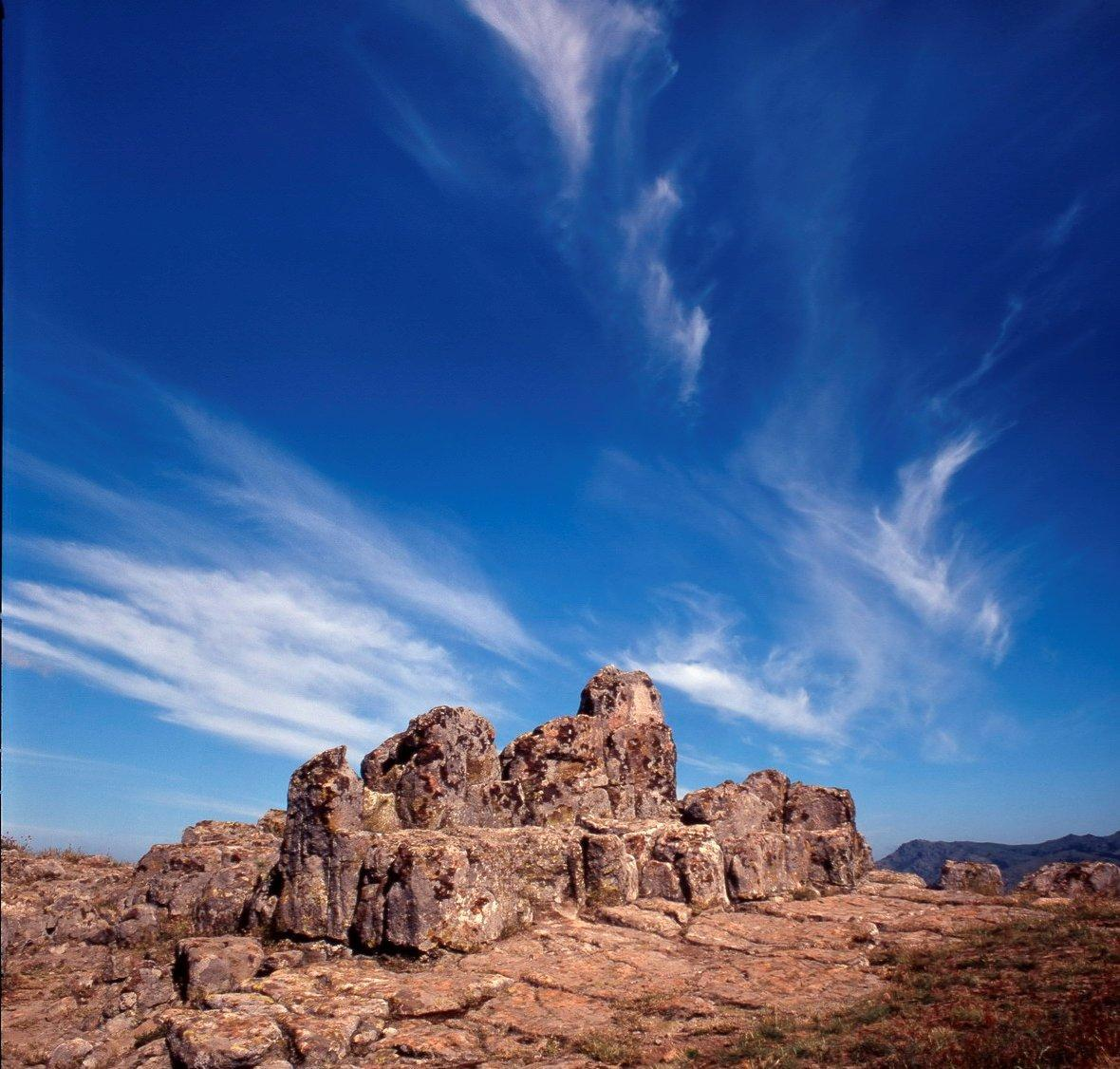
Megalityczne obserwatorium astronomiczne Kokino

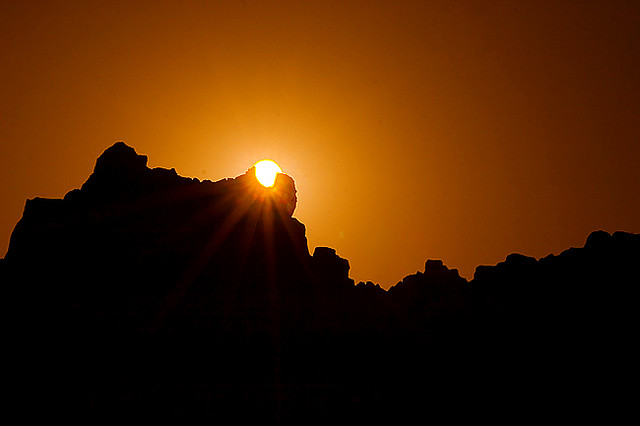
Zachód słońca w obserwatorium Kokino

Kokino (maced. Кокино) – stanowisko archeologiczne w północno-wschodniej Macedonii Północnej z pozostałościami megalitycznego obserwatorium astronomicznego.

## Położenie
Stanowisko położone jest na górze Tatiḱew Kamen (1013 m) koło wsi Kokino niedaleko miejscowości Staro Nagoriczane, około 19 km na północny wschód od Kumanowa.

## Historia
Stanowisko zostało odkryte przez archeologa Jowicę Stankowskiego z Muzeum Narodowego w Kumanowie w 2001 roku. W 2002 roku fizyk Ǵore Cenew z planetarium w Skopje przeprowadził jego pierwsza analizę archeologiczno-astronomiczną. Obserwatorium najprawdopodobniej powstało ok. 1800 p.n.e.
W 2005 roku NASA umieściła Kokino na liście starożytnych obserwatoriów astronomicznych.
W styczniu 2009 roku rząd Macedonii zgłosił kandydaturę Kokino do wpisu na listę dziedzictwa kulturowego UNESCO.

## Opis
Obserwatorium zlokalizowane jest na dwóch występach skalnych, położonych na różnych wysokościach. Jego wymiary to 90 × 50 m. W niższej, zachodniej, części stoją w rzędzie cztery kamienne „trony” orientowane w kierunku północ-południe, co umożliwiało siedzącym obserwacje wyższej platformy i wschodzących ciał niebieskich.
Badania archeologiczne wykazały, że „trony” służyły do przeprowadzania rytuału „połączenia” boga Słońca z władcą lokalnym, który miał być przedstawicielem boga na Ziemi. Rytuał odbywał się dokładnie w połowie lata (koniec lipca), kiedy Słońce ukazywało się w wycięciu w bloku skalnym tuż pod najwyższym punktem obserwatorium. Wycięcie zostało bardzo precyzyjnie wykonane – odległość pomiędzy jego pionowymi ścianami odpowiada średnicy Słońca widzianej z „tronu” władcy. W dniu wyznaczającym połowę lata promień słońca pada dokładnie na „tron” władcy dzięki kolejnemu nacięciu w pionowej skale rozdzielającej obydwa występy. W dniu tym świętowano również zakończenie żniw, koniec cyklu rocznego, a zarazem koniec panowania władcy – poprzez promień słońca padający na twarz władcy – połączenie z bogiem Słońca, odnawiał on władzę.
W skałach zlokalizowano siedem nacięć wskazujących miejsca wschodu Słońca i Księżyca: trzy z nich wskazują miejsce wschodu Słońca podczas przesilenia letniego, przesilenia zimowego, a także równonocy wiosennej/równonocy jesiennej, a pozostałe cztery wyznaczają pozycje Księżyca. Ponadto w skale znajdują się dwa dodatkowe nacięcia do wyznaczania kalendarza lunarnego, na podstawie którego określano kalendarz świąt.